# Network Effectiveness Ratio
Network Effectiveness Ratio (NER, коэффициент эффективности сети) измеряет способность сети доставить вызов к вызываемому терминалу. Сигнал занятости и другие ошибки вызванные поведением пользователя считаются как "успешно доставленные вызовы" для расчета NER. В отличие от ASR, NER исключает поведение клиента и терминального оборудования. NER считается измерителем качества сети по рекомендации ITU-T.
Индекс NER был предложен в дополнение к рекомендации ITU: E.411. Он задуман для того, чтобы исключить фактор, зависящий от поведения оконечного пользователя и для получения более полного представления о качестве канала связи.
Он рассчитывается как процентное отношение: (Отвеченных вызовов + Количество вызовов, когда абонент был занят + Вызовы, на которые не ответили + Вызовы, отвергнутые оконечным оборудованием абонента) / Общее количество вызовов.